# 阿尔斯
阿尔斯（法語：Arces，法語發音：[aʁs]）是法国滨海夏朗德省的一个市镇，位于该省西南部，属于桑特区。

## 地理
阿尔斯（45°33'11"N, 0°51'35"W）面积21.74 平方千米，位于法国新阿基坦大区滨海夏朗德省，该省份为法国西部滨海省份，北起旺代省，西临大西洋，南至吉倫特省，东南接多爾多涅省，东北接德塞夫勒省接壤，东临夏朗德省。
与阿尔斯接壤的市镇（或旧市镇、城区）包括：巴尔藏、科兹、埃帕尔涅、吉伦特河畔梅谢、塞米萨克、吉伦特河畔塔尔蒙、圣维维安德梅多克、塔莱。
阿尔斯的时区为UTC+01:00、UTC+02:00（夏令时）。

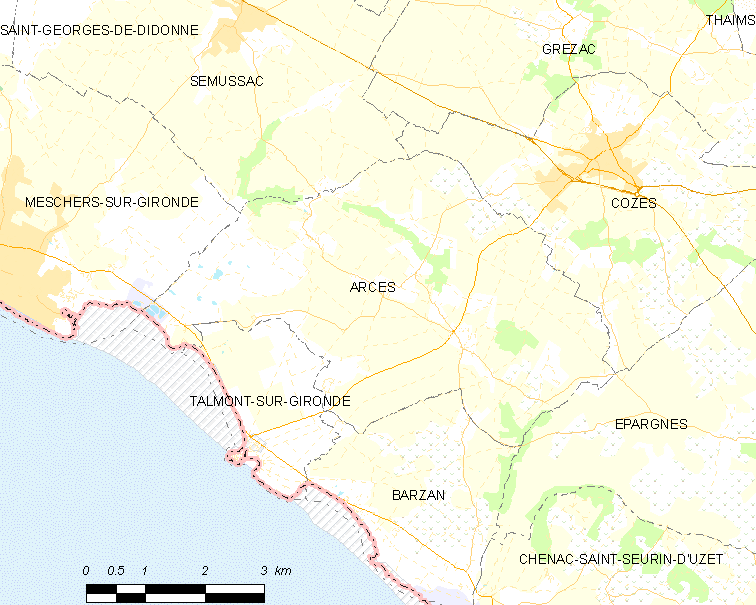
阿尔斯的OSM定位图

## 行政
阿尔斯的邮政编码为17120，INSEE市镇编码为17015。

## 政治
阿尔斯所属的省级选区为桑通日-河口县。

## 人口

1962-2008年间阿尔斯人口变化图示

阿尔斯于2022年1月1日时的人口数量为715人。